# RC4WD
Az RC4WD egy 2001-ben,  San Franciscoban  rádióvezérlésű modell-alkatrészeket, járműveket és berendezéseket gyártó és értékesítő cég. A termékeit a NASA választotta ki, és több országban megjelent a TV-ben és magazinokban is. A cég készített alkatrészeket a leggyorsabb akkumulátor által működtetett, rádióvezérlésű autóhoz.

## Az RC4WD története
Az RC4WD 2001-ben egy garázsban alakult meg, San Franciscóban, California államban. Kezdetben az RC4WD az RC Monster Truck utángyártott és tuning alkatrészeket forgalmazó honlapjaként indult. A cég RC Monster Truck rajongói bázisának köszönhetően is nőtt, 2005-ben közel 800 vállalattól szállított alkatrészeket, úgy, mint a Thundertech Racing, JPS, New Era Models, Imex, Defiance Racing, RC Alloy, Vertigo Performance stb. Az RC4WD 2007-ben beköltözött egy kis raktárba San Jose-ba. 2010 júliusában megjelent az első forgalomba hozott termék, a „The Dick Cepek Mud Country” 1.9. gumiabroncs. 2011 februárjában a Horizon Hobby elkezdte forgalmazni az RC4WD termékeit. 2014 márciusában pedig a Towerhobbies kezdte el értékesíteni az RC4WD termékeket.

## RC készletek
- 1/10 Trail Finder Truck
- 1/10 Gelande Truck
- 1/5 Killer Krawler
- 1/10 Subzero Truck
- 1/10 Boyer Truggy
- 1/10 Worminator 6x6 Truck
- 1/10 Gelande D110 Truck
- 1/10 Fracture Truck with V8 engine
- 1/10 Bully Crawler
- 1/10 Timberwolf Scale Truck
- 1/10 Trail Stomper Truck
- 1/10 Trail Finder II Truck
- 1/10 Gelande II Truck

## Az RC4WD megjelenése a médiában

### Elismerések és díjak
- Május 2010 - Wired magazin - "Editor’s pick" RC4WD Killer Krawler
- November 2011 - NASA RC Rover Robotic Arm - RC4WD Killer Krawler [4]

### TV
- July 2012 - RC4WD a Stacey Dávid Gears (Speed Channel) [5]

### Magazinok
November 2008 – MAX BASHING INTERACTIVE DIGITAL MAGAZINE - RC4WD Diablo 
- November 2008 - RC Magazine (Japán) - RC4WD Trail Finder
- May 2010 - MAKE magazine - RC4WD Killer Krawler
- June 2010 – XTREME RC CARS Magazine - RC4WD Gelande
- July 2010 – TRUCMODELL  magazine (Német) - RC4WD Gelande
- February 2013 – RACER magazine (Angol) - RC4WD Trail Finder 2

## Külső hivatkozások
- Hivatalos honlap